# Mitrasacme arnhemica
Mitrasacme arnhemica är en tvåhjärtbladig växtart som beskrevs av Raymond Louis Specht. Mitrasacme arnhemica ingår i släktet Mitrasacme och familjen Loganiaceae. Inga underarter finns listade i Catalogue of Life.